# SCH-79797
SCH-79797, anche chiamato irresistina-16, è un farmaco che agisce come un potente e selettivo antagonista dei recettori di trombina PAR1.
Ha effetti anticoagulanti, anticonvulsivante e antinfiammatori e sono stati effettuati studi per impiegarlo come trattamento dell'infarto del miocardio e ictus cerebrale.
Inoltre, mostra anche un'azione antibiotica che non è condivisa dagli altri antagonisti di PAR1, quindi l'azione potrebbe essere mediata da altri bersagli. La sperimentazione ha coinvolto il ceppo maggiormente resistente di Neisseria gonorrhoeae verso cui l'antibiotico ha fornito prove di efficacia.